# ساخته‌شده از ستارگان

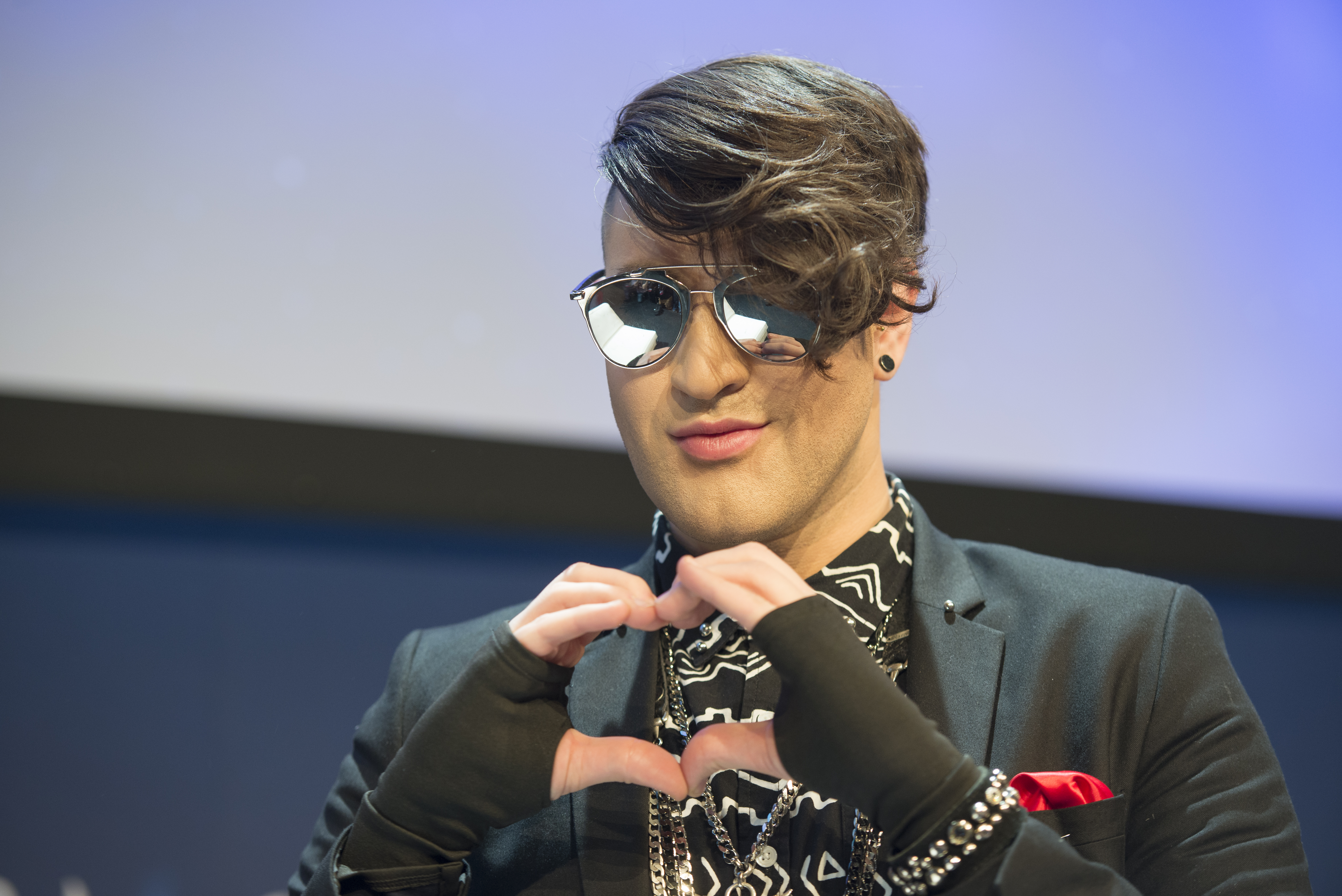
هوی استار در جریان یک نشست در مسابقه آواز یوروویژن ۲۰۱۶ در استکهلم

«ساخته‌شده از ستارگان» (به انگلیسی: Made of Stars) تک‌آهنگی از هنرمند اسرائیلی، هوی استار است که در سال ۲۰۱۶ میلادی منتشر شد.
هوی استار با این ترانه به نمایندگی از اسرائیل در مسابقهٔ آواز یوروویژن ۲۰۱۶ شرکت کرد و توانست در دور نهایی با امتیاز ۱۳۵ به جایگاه چهاردهم دست یابد.